# Llista d'estats sobirans del 1897

## Estats sobirans

### A
- Imperi Alemany[1]
- Plantilla:Bandera image Amèrica Central – Gran República de l'Amèrica Central
- Andorra – Principat d'Andorra
- Argentina – República de l'Argentina
- Aro – Confederació Aro
- Plantilla:Bandera image Ashanti – Unió Ashanti
- Àustria-Hongria – Imperi Austrohongarès[2]

### B
- Baguirmi – Regne de Baguirmi (fins al 20 de setembre)
- Bèlgica – Regne de Bèlgica
- Plantilla:Bandera image Benín – Imperi de Benín (fins al 18 de febrer)
- Bolívia – República de Bolívia
- Brasil – República dels Estats Units del Brasil
- Plantilla:Bandera image Bukhara – Emirat de Bukhara
- Bulgària – Principat de Bulgària

### C
- Canadà – Domini del Canadà
- Colòmbia – República de Colòmbia
- Estat Lliure del Congo[3]
- Plantilla:Bandera image Illes Cook – Federació de les Illes Cook
- Korean Empire – Imperi de Corea (des del 12 d'octubre)
- Costa Rica – República de Costa Rica

### D
- Dinamarca – Regne de Dinamarca
- República Dominicana

### E
- Equador – República de l'Equador[4]
- Espanya – Regne d'Espanya
- Estats Units – Estats Units d'Amèrica[4]
- Etiòpia – Imperi d'Etiòpia

### F
- França – República Francesa[5]

### G
- Grècia – Regne de Grècia
- Guatemala – República de Guatemala

### H
- Haití – República d'Haití
- Hawaii – República de Hawaii

### I
- Itàlia – Regne d'Itàlia

### J
- Japó - Imperi del Japó[6]
- Joseon – Regne de Joseon (reanomenat a Corea el 12 d'octubre)

### K
- Kaffa – Regne de Kaffa (fins a l'11 de setembre)
- Kénédougou – Regne de Kénédougou (fins a l'1 de maig)
- Plantilla:Bandera image Khiva – Kanat de Khiva

### L
- Libèria – República de Libèria
- Liechtenstein – Principat de Liechtenstein
- Luxemburg – Gran Ducat de Luxemburg

### M
- Marroc – Regne del Marroc
- Mèxic – Estats Units Mexicans
- Mònaco – Principat de Mònaco
- Montenegro – Principat de Montenegro

### O
- Estat Lliure d'Orange[7]
- Imperi Otomà[8]
- Ouaddai – Imperi Ouaddai

### P
- Països Baixos – Regne dels Països Baixos
- Paraguai – República del Paraguai
- Plantilla:Bandera image Pèrsia – Imperi Persa
- Perú – República Peruana
- Portugal – Regne de Portugal

### R
- Regne Unit – Regne Unit de la Gran Bretanya i Irlanda
- Romania – Regne de Romania
- Imperi Rus[9]

### S
- San Marino – Sereníssima República de San Marino[4][10]
- Sèrbia – Regne de Sèrbia
- - Regne de Siam
- Sokoto – Califat de Sokoto
- Sud-àfrica - República Sud-africana[11]
- Suècia-Noruega – Regnes Units de Suècia i Noruega
- Suïssa – Confederació suïssa
- Plantilla:Bandera image Sulu – Sultanat de Sulu

### T
- Tonga – Regne de Tonga

### U
- Uruguai – República Oriental de l'Uruguai

### V
- Veneçuela – Estats Units de Veneçuela[12]

### W
- Wassoulou – Imperi Wassoulou

### X
- Xile – República de Xile
- Xina – Gran Imperi Qing

## Estats que proclamen la sobirania
- Aceh – Sultanat d'Aceh